# OMG (NewJeansの曲)
OMG（オーエムジー）は韓国の5人組女性アイドルグループNewJeansによる1枚目のシングル。2023年1月2日にYG PLUSを通じてADORからリリースされた。

## 概要
『OMG』は『New Jeans』以来5ヶ月ぶりにリリースされたNewJeansによるフィジカルアルバムである。タイトル曲はアルバム名と同じく『OMG』で、2022年12月19日にはアルバムの発売に先駆けて先行公開曲及び収録曲である『Ditto』がリリースされた。
アルバムは初動販売枚数70万枚超えを記録し、デビューしてから初めてオリコンチャートにて1位を獲得した。

## プロモーション
2022年11月10日、『OMG』のリリースがADORから予告された。
12月12日、先行公開曲であり、収録曲である『Ditto』のリリースが予告されたと同時にアルバムの予約販売が開始された。予約販売枚数は発売日前日で80万枚を記録した。
12月19日、『Ditto』をリリース。
12月23日、スイーツブランドであるNUDAKEとコラボしたポップアップストア「OMG! NU＋JEANS」がNUDAKE ハウス島山店と聖水店にて2023年1月21日まで展開された。商品は『OMG』のミュージック・ビデオに実際に登場する5種類のケーキやトッパーセットやレターグッズなどのアイテムなどが販売され、店内は2階建ての高さがある大型ウサギケーキのオブジェが展示され、NewJeansのデビュー曲を制作した250とFRNKによるNewJeansの楽曲のリミックス音源がBGMとして使用された。
2023年1月2日、『OMG』をリリース。
1月7日、タイトル曲『OMG』の初パフォーマンスがタイ行われた第37回ゴールデンディスクアワードにて行われた。

## 収録曲
| #         | タイトル  | 作詞                                                      | 作曲                                   | 編曲       | 時間  |
| --------- | --------- | --------------------------------------------------------- | -------------------------------------- | ---------- | ----- |
| 1.        | 「OMG」   | Gigi, Ylva Dimberg, HANNI                                 | Jinsu Park, Ylva Dimberg, David Dawood | Jinsu Park | 03:33 |
| 2.        | 「Ditto」 | Ylva Dimberg, Hyu-il Cho (The Black Skirts), Oohyo, MINJI | 250, Ylva Dimberg                      | 250        | 03:06 |
| 合計時間: | 合計時間: | 合計時間:                                                 | 合計時間:                              | 合計時間:  | 6:39  |

## 音楽性
ヒップホップドラムソースとパーカッションをベースにした、UKガラージのリズム、トラップリズムをミックスさせたヒップホップR&Bジャンルの楽曲で、相手に近づきたいという気持ちと同時に感じる妙な距離感、慎重さ、ぎこちない様子を歌っている。また1stミニアルバムでも表現した人間との関係と魅了に対する話をしており、不慣れさを経た空間、歓待、互恵を基盤にした時、「私たち」はもっと近付き、一緒に成長していくというメッセージも込められている。

## ミュージック・ビデオ
ミュージック・ビデオの制作は先行公開曲に引き続きイルカ誘拐団（DOLPHINERS FILMS）が担当し、奇抜な発想の演出が施されている。ストーリーは、NewJeansが精神病院でカウンセリングを受ける患者として登場し、病棟の中のメンバーの姿と内面が交差しながらシーンが展開されている。メンバーはそれぞれの想像の中で自身を医者、マッチ売りの少女、シンデレラ、白雪姫、猫で形象化し、ダニエルが突然「私たち、今ミュージック・ビデオの撮影中だよ」と叫ぶなどといった、ミュージック・ビデオの中の仮想の世界とミュージック・ビデオを制作している現実世界との境界が曖昧な場面が存在する。最後の場面では、ミンジがSNSに悪質な書き込みをしている人に「行こう」と話しかけるインターネット上に悪質な書き込みをする人に警告をするかのようなシーンで締めくくられる。
ミュージック・ビデオはYouTubeで公開されて24時間で720万回再生を記録しており、58時間後には1000万回を記録した。

## 評価
大衆音楽評論家であるキム・ドホン氏は楽曲について「気軽に聞けるダンス・ポップであると同時に独特で不思議な曲」と説明し、同じく大衆音楽評論家であるキム・ユンハ氏は「NewJeansが『Hurt』や『Ditto』で表現した感性の延長線上で10代の不思議な魅力を同時に感じることができる曲」と評価した。

## 受容
アルバムの初動売上記録は販売1日目で48万枚を記録し、2日目ではハーフミリオンの58万枚を記録。最終日である7日目には前作の2倍である70万1241枚を記録した。またオリコンのデイリーシングルランキングでは初登場1位を記録した。アルバムの販売数は1月27日に100万枚を売り上げたことがサークルチャートにて発表され、ミリオンセラーを達成した。
タイトル曲である『OMG』は午後7時のMelon、Bugs!、Genieのリアルタイムチャートで先行公開曲である『Ditto』の1位に続き2位を獲得し、午後9時にBugs!、午後11時にgenieで1位を記録した。
iTunesトップソングチャートではシンガポールやタイなどといった世界9ヶ国で首位を獲得し、Apple Musicの「今日のTOP100グローバル」では88位、Spotifyのグローバルデイリートップソングでは47位を記録した。また韓国や日本、アメリカなどといった15ヶ国と地域のSpotifyデイリートップソングでもチャートインをした。
1月24日、ビルボードのHOT 100へ91位にランクインしたことが発表された。NewJeansの楽曲がHOT 100にランクインしたのは先行公開曲である『Ditto』に続いて2曲目である。

### 音楽番組首位
- M COUNTDOWN - Mnet（2023年1月12日）[25]
- 人気歌謡 - SBS（2023年1月15日）[26]
- ミュージックバンク - KBS 2TV（2023年1月27日）[27]

## リリース日程
| 地域   | アルバム | 日程           | フォーマット       | 形態                                 | レーベル         |
| ------ | -------- | -------------- | ------------------ | ------------------------------------ | ---------------- |
| 全世界 | Ditto    | 2022年12月19日 | 音楽配信           | -                                    | - YG PLUS        |
| 韓国   | OMG      | 2023年1月2日   | アルバム、音楽配信 | Message Card Ver. Weverse Album Ver. | - ADOR - YG PLUS |